# Robert Hodorogea
Robert Hodorogea (sinh ngày 24 tháng 3 năm 1995) là một cầu thủ bóng đá người România thi đấu ở vị trí hậu vệ cho Viitorul Constanța.

## Danh hiệu

### Câu lạc bộ
Viitorul Constanța
- Liga I: 2016–17